# Rabel I
Rabel I – król Nabatejczyków około roku 85 p.n.e. Syn Aretasa II oraz następca brata Obodasa I, królów nabatejskich.
Według niektórych badaczy ok. 85 p.n.e. Rabel I został królem po śmierci brata Obodasa I, który prawdopodobnie zmarł z odniesionych ran w czasie bitwy z Antiochem XII Dionizosem, królem Syrii. Badacze powołują się na przekaz Stefanosa z Bizancjum. Pisał on, że w wiosce arabskiej Motho został zabity Antygonos Macedończyk przez Rabilusa króla Arabów. Motho, według niego, oznacza miejsce śmierci w języku arabskim. Stefanos korzystając z dzieła Uranosa mógł pomylić Antygona I Jednookiego (zm. 301 p.n.e.) z Antiochem XII Dionizosem, królem syryjskim. Imię króla Rabilusa zapewne należy do Rabela I.
Innym źródłem jest inskrypcja, jedna z wielu, odkryta w Petrze, która może być datowana na pierwszą połowę I wieku p.n.e. Wspomina ona Rabela syna Aretasa. Rabel rządził krótko. Po nim władzę objął bratanek Aretas III Filhellenos.